# Loïc Bertrand
Loïc Bertrand (ur. 20 maja 1983) – francuski zapaśnik walczący w stylu wolnym. Piąty na igrzyskach śródziemnomorskich w 2005. Brązowy medalista mistrzostw śródziemnomorskich w 2011. Dziewiąty na akademickich MŚ w 2006 roku.